# The Miracles

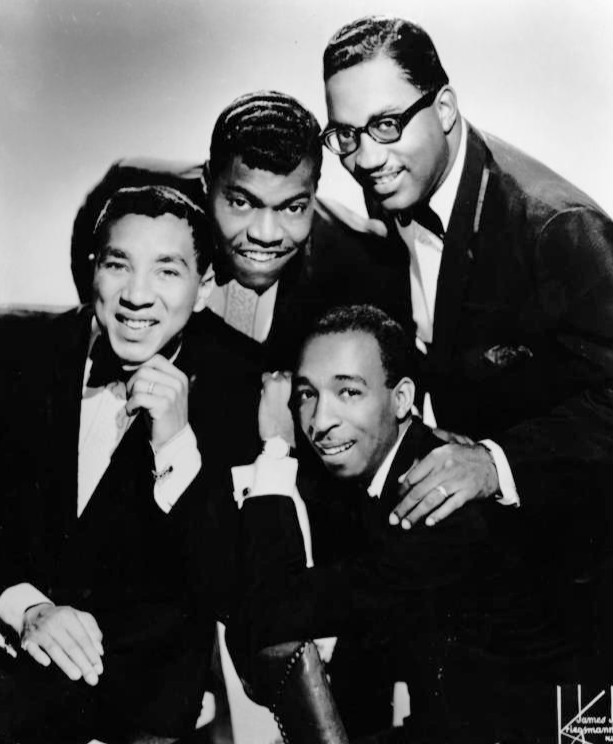
Smokey Robinson & the Miracles

The Miracles was een Amerikaanse popgroep uit Detroit, Michigan waarvan Smokey Robinson van 1955 tot 1972 leadzanger was. Ze zijn vooral bekend van de hits The Tears of a Clown en Love machine part 1. Van 1967 tot 1972 was de groep bekend als Smokey Robinson & the Miracles.
De leden van de originele bezetting onder de naam The Miracles (zie ook Beginperiode hieronder), te weten Bobby Rogers, Ronnie White (postuum), Pete Moore, Smokey Robinson en Claudette Robinson, werden op 20 maart 2009, 50 jaar na de "geboorte" van Motown, geëerd met een ster op de beroemde Hollywood Walk of Fame.

## Biografie

### Beginperiode
In 1955 richtten Smokey Robinson en Ronnie White samen met hun klasgenoten Pete Moore, Clarence Dawson en James Grice het doo-wopgroepje The Five Chimes op. Nog geen half jaar later werden Dawson en Grice vervangen door de neven Emerson en Bobby Rogers en werd de groepsnaam veranderd in The Matadors. Toen Emerson Rogers in 1956 zijn militaire dienstplicht moest vervullen, verving zijn nicht Claudette Rogers hem. Zij was van 1959 tot 1986 getrouwd met Smokey Robinson.
In 1958 kwam de groep in contact met Berry Gordy, die later de grote man achter Motown zou worden. Hij had het nummer Got a job geschreven, wat een reactie was op het nummer Get a job van The Silhouettes. Hij hield van de muziek van The Matadors en liet hen het nummer opnemen. De naam van de groep was inmiddels veranderd in The Miracles, omdat The Matadors te mannelijk klonk voor een groep waar ook een vrouw deel van uitmaakte. Got a job en de tweede single Money worden geen succes. In 1959 scoort de groep echter een klein hitje met Bad girl. Dat nummer haalt de 93ste plaats in de Billboard Hot 100. Omdat de groep maar een heel laag bedrag aan royalty's kreeg, adviseerde Robinson Gordy een eigen platenmaatschappij te beginnen. Gordy richtte toen Tamla Records op, wat later zou uitgroeien tot Motown. The Miracles was een van de eerste groepen die een contract kregen bij Tamla. Hun eerste single Way over there flopte echter. Ook de drie daarop volgende singles worden geen succes.

### Succesvolle jaren 60
Eind 1960 werd echter de single Shop around uitgebracht, wat een grote hit werd voor The Miracles. In 1961 haalde de groep met dat nummer de 2e plaats in de Hot 100. Dankzij het succes en de teksten die hij voor andere Motownartiesten schreef, werd hij in datzelfde jaar vicevoorzitter van Motown. Na Shop around volgende een lange rij hitsingles voor de groep. De bekendste daarvan waren You've really got a hold on me uit 1962 en Mickey's monkey uit 1963, die beide de achtste plaats in de hitlijst wisten te halen. Ook schreven de leden van Miracles, met in het bijzonder Smokey Robinson, veel nummers voor bijvoorbeeld The Temptations, Mary Wells,  Marvin Gaye, The Marvelettes, Brenda Holloway, The Supremes en The Four Tops. In 1964 verliet Claudette Rogers de groep. Zij en Robinson wilden graag een gezin stichten, maar door het vele toeren had ze al enkele miskramen gehad. Hoewel ze niet meer met de groep optrad en niet meer op foto's van de groep verscheen, bleef ze wel meezingen op de platen van de groep. Na Rogers' vertrek werd de groepsnaam veranderd in Smokey Robinson & the Miracles. Hoewel hun album Going to a go-go onder die naam verscheen, duurde het tot 1967 voordat hun singles onder de nieuwe naam verschenen. Hun grootste hits uit die periode waren I Second That Emotion (#4 in 1967) en Baby, Baby Don't Cry (#8 in 1968).

### Smokey Robinson & the Miracles
In 1969 was Smokey Robinson van plan de groep te verlaten om meer tijd aan zijn gezin te kunnen besteden. Hij was inmiddels vader van een zoon en een dochter. Toen in 1970 de groep zijn eerste nummer 1-hit scoorde met The tears of a clown, besloot Robinson voorlopig toch maar de groep te blijven. The tears of a clown was in 1966 al geschreven door Stevie Wonder en in 1967 op een album van Smokey Robinson & the Miracles verschenen. In het Verenigd Koninkrijk was het nummer bij gebrek aan nieuw materiaal van de groep uitgebracht en daar werd het een nummer 1-hit. Daarom werd het nummer in de Verenigde Staten ook uitgebracht. In de Nederlandse Top 40 haalde het nummer de vijfde plaats en in de Vlaamse BRT Top 30 kwam het tot #2.
Na The tears of a clown volgden nog enkele singles, maar het succes van hun nummer 1-hit werd niet meer geëvenaard. In 1972 besloot Smokey Robinson alsnog de groep te verlaten, maar deze keer om een solocarrière te beginnen. Dit leverde onder andere in 1979 de nummer 4-hit Cruisin' en in 1981 de nummer 2-hit Being with you. Vanaf 1972 is ook Claudette Rogers niet meer op de platen van The Miracles te horen. In 1986 scheidden Robinson en Rogers van elkaar.

### Latere jaren
De groepsnaam Smokey Robinson & the Miracles werd in 1973 weer teruggedraaid naar The Miracles en de plaats van Robinson werd ingenomen door Billy Griffin. Een zanger die Smokey Robinson tijdens zijn afscheidsconcert van The Miracles zelf aan het publiek had voorgesteld. Met Billy Griffin als zanger scoorde de groep nog vier Amerikaanse hits met als hoogtepunt in 1976 een nieuwe nummer 1-hit met Love machine part 1. In Nederland haalde het nummer de 30e plaats. Na dit nummer lukte het The Miracles niet meer nog een hit te scoren. De groep verliet Motown in 1977 en ging naar Columbia Records, maar dat leverde geen succes op.
In 1978 verlieten Billy Griffin en Peter Moore de groep om zich te richten op het werk als tekstschrijver. Billy Griffin heeft ook nog soloplaten gemaakt, maar deze bleven vrijwel onopgemerkt. De overgebleven Miracles, Ronnie White en Bobby Rogers, vonden een nieuw lid in Dave Finley en bleven optreden. In 1983 was er een eenmalige reünie met Smokey Robinson voor het 25-jarige bestaan van Motown. Na deze reünie stopte de groep in zijn geheel.
In 1993 besloten White, Rogers en Finley toch weer als The Miracles bij elkaar te komen. De groep werd aangevuld met Sidney Justin, ex-lid van Shalamar. In 1995 overleed Ronnie White, het enige overgebleven lid vanaf het vroegste begin, op 57-jarige leeftijd aan leukemie. De groep ging daarna als trio verder. Later verliet Sidney Justin de groep weer. Naast Bobby Rogers en Dave Finley bestond The Miracles toen uit Tee Turner en de nieuwe leadzanger Mark Scott. Ook kwam Claudette Rogers na een afwezigheid van meer dan 40 jaar weer terug bij de groep. In 2013 overleed Bobby Rogers.

## Bezetting
De voornaamste leden van The Miracles waren:
- Smokey Robinson (1955–1972)
- Ronnie White (1955–1983, 1993–1995)
- Pete Moore (1955–1978)
- Bobby Rogers (1956–1983, 1993–2013)
- Claudette Rogers (1956–1964, 2005-heden)
- Billy Griffin (1972–1978)
- Marv Tarplin (1958-1973)

Hoewel Claudette Rogers in 1964 The Miracles verliet, is ze daarna nog wel te horen als zangeres op platen van The Miracles. Ze trad echter niet meer op poseerde niet meer samen met de groep voor foto's. Nadat haar man Smokey Robinson in 1972 uit de groep stapte, was ook zij niet meer betrokken bij The Miracles.

## Discografie

### Singles
| Single met eventuele hitnotering(en) in de Nederlandse Top 40 | Datum van verschijnen | Datum van binnenkomst | Hoogste positie | Aantal weken | Opmerkingen                        |
| ------------------------------------------------------------- | --------------------- | --------------------- | --------------- | ------------ | ---------------------------------- |
| The Tears of a Clown                                          |                       | 19-9-1970             | 5               | 9            | als Smokey Robinson & the Miracles |
| Love machine part 1                                           |                       | 24-4-1976             | 30              | 3            |                                    |
| The tracks of my tears                                        |                       | 4-7-1987              | 37              | 3            | als Smokey Robinson & the Miracles |

| Single met hitnotering(en) in de Vlaamse Ultratop 50 | Datum van verschijnen | Datum van binnenkomst | Hoogste positie | Aantal weken | Opmerkingen                                         |
| ---------------------------------------------------- | --------------------- | --------------------- | --------------- | ------------ | --------------------------------------------------- |
| The tears of a clown                                 |                       | 1970                  | 5               |              | als Smokey Robinson & the Miracles in de BRT Top 30 |

### NPO Radio 2 Top 2000
| Nummer met noteringen in de NPO Radio 2 Top 2000 | '99  | '00 | '01  | '02 | '03  |
| ------------------------------------------------ | ---- | --- | ---- | --- | ---- |
| The Tears of a Clown                             | 1501 | -   | 1929 | -   | 1618 |

1. ↑  Een '-' betekent dat het nummer niet was genoteerd en een vetgedrukt getal geeft de hoogste notering aan.
2. ↑  Deze tabel is bijgewerkt tot en met de laatste editie (2024).